# Habropogon francoisi
Habropogon francoisi là một loài ruồi trong họ Asilidae. Habropogon francoisi được Janssens miêu tả năm 1969. Loài này phân bố ở vùng Cổ Bắc giới và châu Á.